# Echeveria halbingeri
Echeveria halbingeri är en fetbladsväxtart som beskrevs av Walther. Echeveria halbingeri ingår i släktet Echeveria och familjen fetbladsväxter.

## Underarter
Arten delas in i följande underarter:
- E. h. göldiana
- E. h. sanchez-mejoradae